# Список дата-центрів
|  | Службовий список статей, створений для координації робіт з розвитку теми. Це попередження не встановлюється на інформаційні списки і глосарії. |

## Україна
| Назва                     | Місто | Серверів | Канали                                                                                       | Коментар | Сайт      |
| Колокол                   | Київ  | ?        | UA-IX, PFTS (IT Systems), Адамант, Технологічні Системи, SkyVision Ukraine, Навігатор Онлайн |          | посилання |
| Воля                      | Київ  | ?        | UA-IX, Sprint Nextel, LINX, Голден Телеком                                                   |          | посилання |
| Утел                      | Київ  | ?        | UA-IX, Утел, Укртелеком                                                                      |          | посилання |
| HostBizUa - реселлер Утел | Київ  | ?        | UA-IX                                                                                        |          | посилання |